# Giải thưởng Điện ảnh Hồng Kông lần thứ 14
Giải thưởng Điện ảnh Hồng Kông lần thứ mười bốn được tổ chức năm 1995 tại Hồng Kông.

## Danh sách các đề cử và giải thưởng
| Phim hay nhất                                        | Phim hay nhất                     | Phim hay nhất |
| Phim                                                 | Tên tiếng Anh                     |               |
| ---------------------------------------------------- | --------------------------------- | ------------- |
| Trùng Khánh Sâm Lâm (重慶森林)                       | Chungking Express                 |               |
| Phi hổ hùng tâm (飛虎雄心)                           | The Final Option                  |               |
| Đông Tà Tây Độc (東邪西毒)                           | Ashes of Time                     |               |
| Ngã hòa xuân thiên hữu cá ước hội (我和春天有個約會) | I Have A Date With Spring         |               |
| Kim chi ngọc diệp (金枝玉葉)                         | He's A Woman, She's A Man         |               |
| Đạo diễn xuất sắc nhất                               |                                   |               |
| Đạo diễn                                             | Phim                              |               |
| Vương Gia Vệ                                         | Trùng Khánh Sâm Lâm               |               |
| Vương Gia Vệ                                         | Đông Tà Tây Độc                   |               |
| Từ Khắc                                              | Lương Chúc                        |               |
| Trần Khả Tân                                         | Kim chi ngọc diệp                 |               |
| Trần Gia Thượng                                      | Phi hổ hùng tâm                   |               |
| Kịch bản hay nhất                                    |                                   |               |
| Biên kịch                                            | Phim                              |               |
| Đỗ Quốc Uy                                           | Ngã hòa xuân thiên hữu cá ước hội |               |
| Nguyễn Thế Sinh                                      | Vãn 9 triều 5                     |               |
| Nguyễn Thế Sinh Lý Chí Nghị                          | Kim chi ngọc diệp                 |               |
| Vương Gia Vệ                                         | Trùng Khánh Sâm Lâm               |               |
| Vương Gia Vệ                                         | Đông Tà Tây Độc                   |               |
| Nam diễn viên chính xuất sắc nhất                    |                                   |               |
| Diễn viên                                            | Phim                              |               |
| Lương Triều Vĩ                                       | Trùng Khánh Sâm Lâm               |               |
| Cát Dân Huy                                          | Tam cá tương ái đích thiếu niên   |               |
| Trương Quốc Vinh                                     | Kim chi ngọc diệp                 |               |
| Chu Tinh Trì                                         | Quốc sản 008                      |               |
| Chu Nhuận Phát                                       | Hoa Kỳ Thiếu Lâm                  |               |
| Trương Học Hữu                                       | Tân biên duyên nhân               |               |
| Nữ diễn viên chính xuất sắc nhất                     |                                   |               |
| Diễn viên                                            | Phim                              |               |
| Viên Vịnh Nghi                                       | Kim chi ngọc diệp                 |               |
| Trần Trùng                                           | Hồng mân côi bạch mân côi         |               |
| Lưu Nhã Lệ                                           | Ngã hòa xuân thiên hữu cá ước hội |               |
| Hứa Phân                                             | Bạn ngã đồng hành                 |               |
| Ngô Thiến Liên                                       | Đẳng trứ nễ hồi lai               |               |
| Vương Phi                                            | Trùng Khánh Sâm Lâm               |               |
| Nam diễn viên phụ xuất sắc nhất                      |                                   |               |
| Diễn viên                                            | Phim                              |               |
| Trần Tiểu Xuân                                       | Vãn 9 triều 5                     |               |
| Trần Tiểu Xuân                                       | Kim chi ngọc diệp                 |               |
| La Gia Anh                                           | Quốc sản 008                      |               |
| Cát Dân Huy                                          | Tân đồng cư thời đại              |               |
| Trần Quốc Bang                                       | Phi hổ hùng tâm                   |               |
| Nữ diễn viên phụ xuất sắc nhất                       |                                   |               |
| Diễn viên                                            | Phim                              |               |
| La Quan Lan                                          | Ngã hòa xuân thiên hữu cá ước hội |               |
| Phùng Úy Hành                                        | Ngã hòa xuân thiên hữu cá ước hội |               |
| Ngô Gia Lệ                                           | Lương Chúc                        |               |
| Ngô Quân Như                                         | Đẳng trứ nễ hồi lai               |               |
| Chu Gia Linh                                         | Trùng Khánh Sâm Lâm               |               |
| Diễn viên mới xuất sắc nhất                          |                                   |               |
| Diễn viên                                            | Phim                              |               |
| Lưu Nhã Lệ                                           | Ngã hòa xuân thiên hữu cá ước hội |               |
| Phạm Hiểu Huyên                                      | Phi thường trinh thám             |               |
| Dung Cẩm Xương                                       | Phi hổ hùng tâm                   |               |
| Trần Tiểu Xuân                                       | Vãn 9 triều 5                     |               |
| Trần Tiểu Xuân                                       | Kim chi ngọc diệp                 |               |